# Síssi na Sua
Síssi na Sua é o segundo álbum ao vivo da cantora e compositora brasileira Marina Lima, lançado em 2000. Foi gravado ao vivo em São Paulo, durante apresentações do show de mesmo nome. Conta com músicas dos álbuns Pierrot do Brasil e Registros à Meia-Voz, além de grandes sucessos de outros discos da cantora. Dirigido pelo ator Enrique Diaz, com texto de abertura de Fernanda Young, é um show com ares teatrais, sucesso de público e crítica. Foi durante as apresentações de Sissi na Sua que Marina Lima usava uma calça Gucci comprada na loja Daslu, em São Paulo, pelo preço de 20 mil reais. A peça causou certo burburinho no mundo fashion, e a escolha do figurino foi contada em detalhes em uma crônica publicada na Folha de S.Paulo, em 2010, durante a cobertura do São Paulo Fashion Week.
O show ao vivo e a respectiva turnê marcaram também o retorno de Marina aos palcos desde O Chamado (1993) e o período de reclusão que se submeteu quando começou a tratar de uma crise emocional e o desenvolvimento de problemas vocais.

## Faixas

### CD 01
| N.º | Título               | Compositor(es) | Duração |  |
| 1.  | "Abertura"           |                |         |  |
| 2.  | "Pierrot"            |                |         |  |
| 3.  | "Arquivo II"         |                |         |  |
| 4.  | "Deixa Estar"        |                |         |  |
| 5.  | "À Meia Voz"         |                |         |  |
| 6.  | "O Solo da Paixão"   |                |         |  |
| 7.  | "Pessoa"             |                |         |  |
| 8.  | "Na Minha Mão"       |                |         |  |
| 9.  | "Sua" (Instrumental) |                |         |  |
| 10. | "Nem Luxo, Nem Lixo" |                |         |  |
| 11. | "Acontecimentos"     |                |         |  |
| 12. | "Uma Antiga Manhã"   |                |         |  |

### CD 02
| N.º | Título                                                                           | Compositor(es) | Duração |  |
| 1.  | "Virgem"                                                                         |                |         |  |
| 2.  | "Mel da Lenda"                                                                   |                |         |  |
| 3.  | "Texto de Carlos Drummond de Andrade" (fragmentos de Os Ombros Suportam o Mundo) |                |         |  |
| 4.  | "Irremediáveis Mortais"                                                          |                |         |  |
| 5.  | "Retorno" (instrumental)                                                         |                |         |  |
| 6.  | "Estou Assim"                                                                    |                |         |  |
| 7.  | "Para um Amor no Recife"                                                         |                |         |  |
| 8.  | "Fullgás"                                                                        |                |         |  |
| 9.  | "Síssi"                                                                          |                |         |  |
| 10. | "Pra Começar"                                                                    |                |         |  |
| 11. | "À Francesa"                                                                     |                |         |  |